# Landschaftsschutzgebiet Emst/westlich der A 45

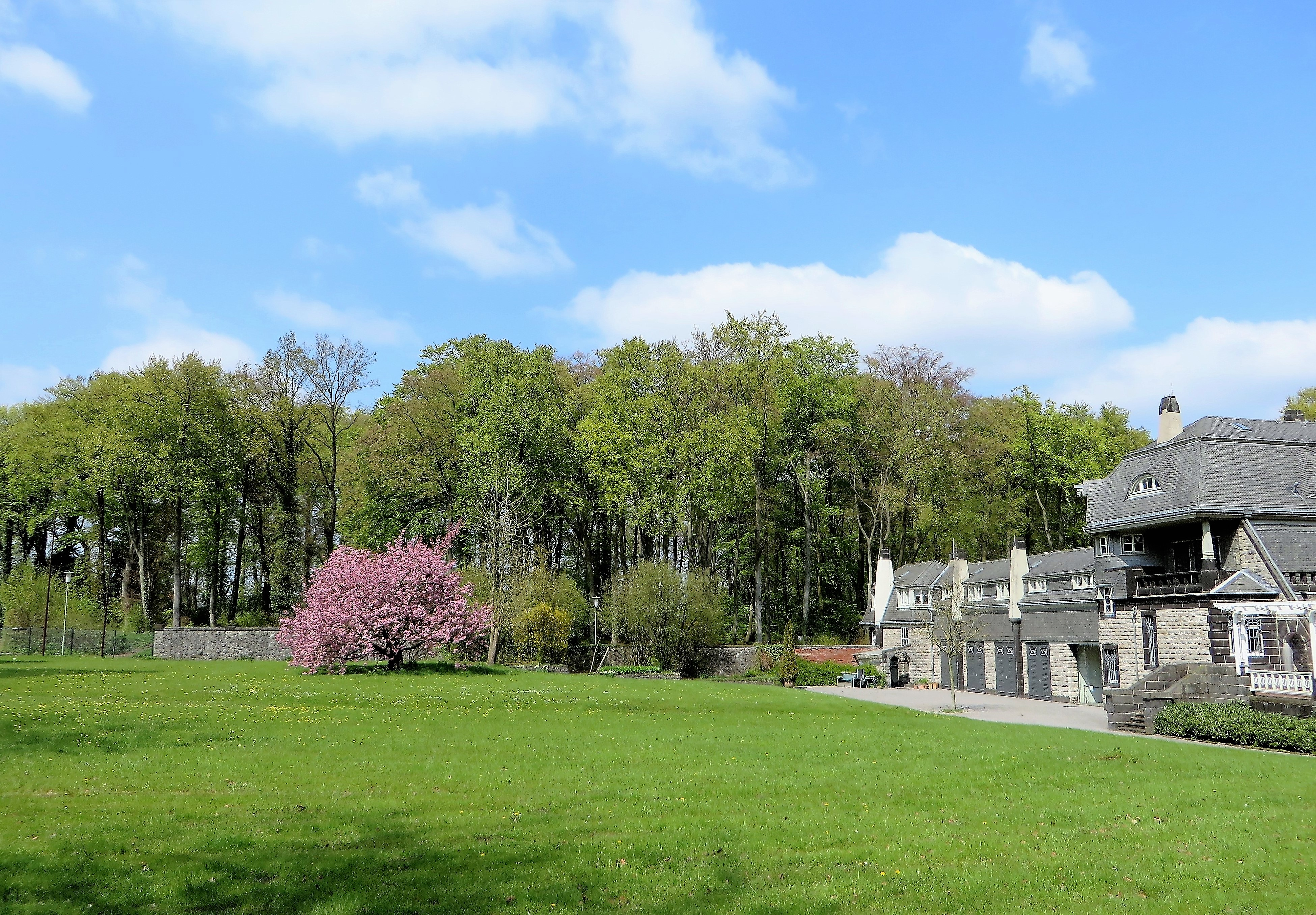
Landschaftsschutzgebiet Emst westlich der A 45 im Hintergrund

Das Landschaftsschutzgebiet Emst/westlich der A 45 mit einer Flächengröße von 15,35 ha befindet sich auf dem Gebiet der kreisfreien Stadt Hagen in Nordrhein-Westfalen. Das Landschaftsschutzgebiet (LSG) wurde 1994 mit dem Landschaftsplan der Stadt Hagen vom Stadtrat von Hagen ausgewiesen.

## Beschreibung
Das LSG ist bis auf den Randbereich der A 45 gänzlich von der Bebauung des Stadtteils Emst umgeben. Im LSG liegen Laubwaldbereiche mit einigen Altbaumbeständen. Die Jugendstilvilla Hohenhof liegt neben dem LSG.

## Schutzzweck
Laut Landschaftsplan erfolgte die Ausweisung „zur Erhaltung und Wiederherstellung der Leistungsfähigkeit des Naturhaushaltes, insbesondere durch Sicherung naturnah entwickelter Lebensräume für zahlreiche geschützte und gefährdete Pflanzenarten, wegen der Vielfalt, Eigenart und Schönheit des Landschaftsbildes, insbesondere des Kalkbuchenwaldes um den ‚Hohenhof‘ und des Waldbereiches ‚Langenloh‘ und wegen seiner besonderen Bedeutung als Walderholungsgebiet für die Bewohner der Stadtteile Emst und Eppenhausen“.